# Hans Laternser
Hans Laternser  (Diedenhofen, 3 de agosto de 1908 – Fráncfort del Meno, 21 de julio de 1969) fue un abogado alemán especializado en derecho anglosajón. Eso lo hizo especialmente cualificado para defender a los alemanes procesados por crímenes de guerra por los tribunales militares aliados después de la Segunda Guerra Mundial, incluido el Juicio del Alto Mando.

## Biografía
Laternser desempeñó un papel destacado en el Juicio del Alto Mando, uno de los Juicios posteriores a Núremberg, una serie de procedimientos judiciales celebrados ante los tribunales militares de los Estados Unidos. Representó a Wilhelm von Leeb, un antiguo mariscal de campo que había estado al mando del Grupo de Ejércitos Norte durante la invasión de la Unión Soviética, la Operación Barbarroja. Laternser actuó como el principal abogado defensor de facto de todo el grupo de acusados, que eran todos ellos exmiembros del personal de alto rango de la Wehrmacht de la Alemania nazi. A menudo representando a otras partes en asuntos de procedimiento, Laternser defendió lo que el llamaba la «decencia» general del cuerpo de oficiales alemanes, que interpretó como que habían mostrado respeto por las leyes de la guerra.
La defensa atribuyó las acciones de los militares alemanes hacia civiles, rehenes y partisanos a las condiciones de batalla y la necesidad militar. Refiriéndose a las órdenes criminales que Leeb y otros acusados habían transmitido, Laternser afirmó que Leeb era un soldado humano que no había visto ni transmitido tales órdenes y no tuvo oportunidad de anularlas. Afirmó que no sabía nada de las actividades de los Einsatzgruppen, los escuadrones de la muerte móviles de las SS que tenían la tarea de asesinar a judíos, comunistas y prisioneros de guerra soviéticos en su área de mando. Laternser afirmó además que Leeb no tenía jurisdicción para detener a los escuadrones de la muerte, incluso si hubiera sabido de ellos.